# Holden Roberto

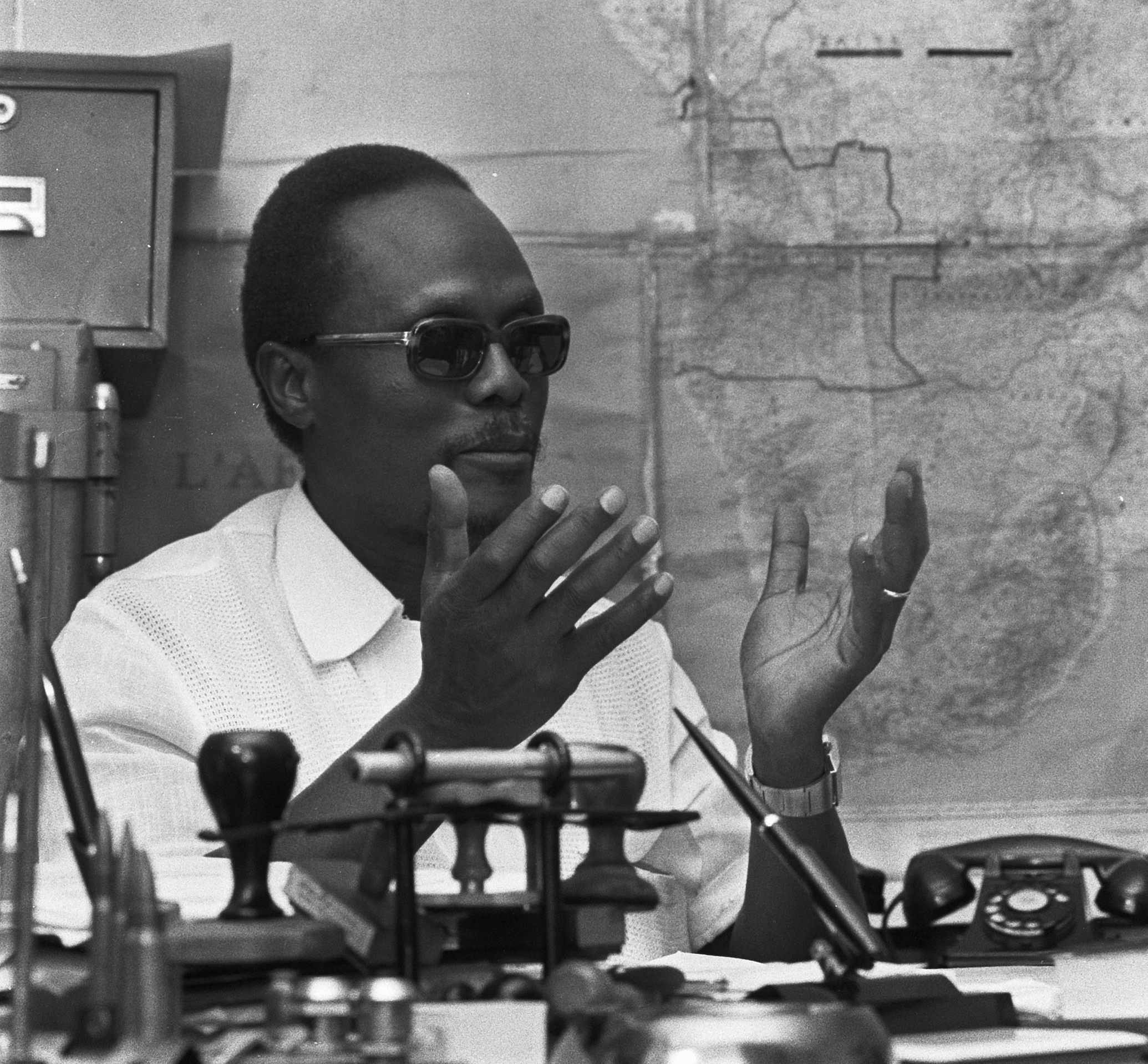
Holden Roberto in 1973

Holden Alvaro Roberto (São Salvador, 12 januari 1923 – Luanda, 2 augustus 2007) was een Angolese vrijheidsstrijder en rebel.

Hij verhuisde met zijn familie op tweejarige leeftijd naar Leopoldstad, het huidige Kinshasa. Hij zou als Angolees vrijheidsstrijder en rebel nauwe banden onderhouden met het zijn zwager Mobutu Sese Seko. Vanaf de vroege jaren ‘60 tot aan zijn dood op 84-jarige leeftijd stond de Angolese vrijheidsheld aan het hoofd van het door hem opgerichte Nationaal Bevrijdingsfront van Angola (FNLA).

## Periode in Belgisch-Kongo
Roberto studeerde in 1940 af van een baptistische school in de hoofdstad van Belgisch-Congo. Hij werkte acht jaar lang voor het Belgische ministerie van Financiën in Leopoldstad, Bukavu en Stanleystad (Kisangani). 

## Politiek
Naar eigen zeggen begon hij zijn politieke carrière nadat hij in 1951 bij een bezoek aan zijn geboorteland zag hoe Portugese overheidsbeambten een Angolees afranselden. In de jaren vijftig kwam hij aan het hoofd te staan van de Unie van Angolese Bevolkingen (UPA). 
Roberto was goed bekend met andere Afrikaanse onafhankelijkheidsstrijders zoals dr. Kenneth Kaunda (Zambia), Patrice Lumumba (Congo) en Kwame Nkrumah (Ghana), in wiens land hij eind jaren vijftig een tijd verbleef. 
Vanuit het onafhankelijke Congo voerde hij in de jaren zestig de eerste aanvallen uit tegen de Portugese koloniale bezetter. Vanaf 1962 leidde hij het FNLA, een fusie van UPA en de Democratische Partij van Angola. Later kreeg zijn FNLA vooral steun van Zaïre (Democratische Republiek Congo) en haar bondgenoten Frankrijk en de Verenigde Staten. In 1974-1975 was het FNLA ver weg de grootste en best bewapende bevrijdingsbeweging in Angola. Het FLNA had echter nagenoeg geen aanhang in de hoofdstad Luanda, en werd niet gesteund door de MFA, die in 1975 aan de macht was in Portugal. Enkele jaren na de Angolese onafhankelijkheid stopte Roberto zijn militaire strijd. 
Zijn beweging FNLA bestond vooral uit Bakongo, een etnische groep die vooral de Democratische Republiek Congo en in mindere mate Angola en de Republiek Congo als thuisbasis had. De dominantie van Bakongo was de voornaamste reden voor medestander Jonas Savimbi om uit de FNLA te stappen en in 1966 met UNITA een nieuwe vrijheidsbeweging op te richten. Roberto was een van de Angolese leiders die in 1975 de akkoorden tekenden die zouden leiden tot de onafhankelijkheid.

## Ballingschap
Roberto leefde vanaf 1978 in ballingschap in Senegal en later Parijs. Hij zou in 1991 naar Angola terugkeren om er een jaar later deel te nemen aan de verkiezingen. De verkiezingen draaiden op een mislukking uit voor de rebellen en de grootste rebellenbeweging UNITA nam onder leiding van Jonas Savimbi de wapens weer op. Roberto’s FNLA werd met vijf zetels de op drie na grootste partij in het Angolese parlement, hij behaalde 2,1% in de presidentsverkiezingen van 1992.
De burgeroorlog zou drie decennia duren en kostte het leven aan naar schatting één miljoen Angolezen. Hij eindigde begin 2002 kort na de dood van Savimbi, die sneuvelde na een aanval van het Angolese leger. 
De gezondheidsproblemen van Holden Roberto hielden lang aan. Hij overleed op 84-jarige leeftijd en liet een verdeelde partij achter. De interne machtsstrijd om zijn opvolging was nog tijdens zijn leven van start gegaan.
- Gemeinsame Normdatei: 1056474971
- International Standard Name Identifier: 0000 0000 4368 655X
- Library of Congress Control Number: no00064263
- Virtual International Authority File: 38922008
- WorldCat: E39PBJbxGdFbp73qm4rbVpp9Dq